# 難民探偵
『難民探偵』（なんみんたんてい）は、西尾維新によるミステリー小説作品である。講談社創業100周年を記念した企画書き下ろし100冊の1冊として2009年12月に刊行された。西尾維新作品の中では珍しくハードカバー装丁となっており、挿絵、あとがきが存在しない。

## あらすじ
就職活動に失敗し就職浪人となってしまった窓居証子は、紆余曲折を経て叔父である人気作家・窓居京樹の元に居候として転がり込むことになる。証子が就職活動に勤しむ傍ら、京樹の電話番を預かるある日、警察から着信があった。それは、ある人物の身元引受人として京樹を呼んだものであり、代理として証子が警察署に迎えに行くこととなる。そこで出会った人物は難民探偵の異名を持つネットカフェ住人・根深陽義という中年男だった……。

## 主な登場人物
登場人物らの名前は、主に傷害事件関連の用語にちなんでいる（証子＝証拠、京樹＝凶器、陽義＝容疑、道規＝動機、シーン＝死因）模様。
窓居証子（まどい しょうこ）
本作の語り部。24歳、女、就職浪人。窓居京樹の姪。
就職活動で選り好みをしていたら大学を卒業するまでに就職が決まらず、バイト先は潰れ、マンションを追い出され、両親には見合いを強要され、絶体絶命の状態で祖母を頼ったところ窓居京樹を紹介され、彼の屋敷で半年間の制限付きお手伝いさんとして雇ってもらう居候となった。京樹のことを「叔父様」と呼び（京樹への呼称を悩んだ末に、これに落ち着いた）京樹と根深からは「証子ちゃん」と呼ばれる。
窓居京樹の作家アシスタントとして、根深陽義の助手（お目付役）として、京都で起こった殺人事件の調査を手伝うこととなる。
窓居京樹（まどい きょうき）
33歳、男、人気作家。窓居証子の叔父。
累計部数5000万部を突破した超人気ミステリー作家。とある事情から証子の面倒を見ることとなった。自他共に認める変人だが、率先して変人になろうとしている風もある。金銭感覚がかなり狂っているが、慈善活動をする一面もある。根深陽義とは知り合い関係（本人曰く、友人はいない）と主張するが、似たもの同士で仲が良い。携帯電話が苦手なため、電話番を証子に委ねている。
根深陽義（ねぶか ようぎ）
37歳、男、難民探偵。窓居京樹の友人（自称）。シーンという名の妻を持つ二児の父親でもある。
ネットカフェを根城に日雇い労働に勤しむ中年男。元警視庁勤務の警視という経歴を持つが、実際は退職を志願したものの受理されていない為、現職の警視である。警察官にあるまじき調査をすることから「探偵」と呼ばれ、ネットカフェ難民に身を窶したことで｢難民探偵｣と呼ばれているが、本人はいたく気に入らない模様。前述の通り妻と子供が既にいる点について、当人は離婚した後、毎月振り込まれる警視としての給料はシーンの元へ自動的に転送される様にしているつもりだったが、当のシーンが未だ離婚届を提出していない為、それは成されていない。
警視総監の命令で、京都で起こった殺人事件の調査を渋々引き受けることとなる。
真田道規（さなだ どうき）
男、警視総監。根深の元上司。
外見だけ見れば冴えないサラリーマンの様な風貌かつ、貧相な小男（証子談）。根深に本庁へ戻って来て貰おうと画策しており、警察内のコネクションを最大限に利用して根深を手放そうとしない。根深曰く「蛇のようにしつこく、阿修羅のように手回しがいい」。「警視庁始まって以来の風雲児」と呼ばれているらしく、史上最年少で警視総監に就任した。誰に対してもざっくばらんな態度と口調で接し、根深とはまた違った意味で飄々としていて捉えどころのない面も持つ。しかし、優れた頭脳を事件解決に活用せずに「腐らせている」根深に対して本気で激昂するなど、いち警察官としての正義感・責任感は強い。
渋村（しぶむら）
京都府警刑事。雪も降っていないのに大層な厚着に身を包み、膝まで隠れそうなブーツを履いている。
真田の根深を連れ戻そうという画策に巻き込まれ、根深と真田の泥仕合が如き言い争いの巻き添えを喰いそうになるなど、苦労人的な側面が目立つ。
焙煎岳夫（ばいせん がくお）
大手出版社・泰志書房専務。今回の事件の被害者で、根深が泊まっていたネットカフェの隣室で殺されていた。生前は人の気持ちをまるで考えない人事ばかりを行っていたらしく、そのため多くの社員から恨まれていたとのこと。
樫村要士（かしむら ようし）
焙煎の秘書。彼もまた焙煎の人事部時代の采配の被害者の1人のようで、「どうして彼（焙煎）を殺した犯人が自分ではないのか」と言い放つ程、焙煎を憎んでいる。
山名票真（やまな ひょうま）
焙煎の元パートナー。『疲れた中年』を連想させる男。
かつて焙煎の行った不況の波を解消する為のリストラの犠牲者の1人だが、樫村とは対照的に焙煎に対しては、恨むどころか未だ尊敬の念を抱いている。